# Tenisz az 1992. évi nyári olimpiai játékokon
Az 1992. évi nyári olimpiai játékokon a teniszben négy számban avattak olimpiai bajnokot.

## Éremtáblázat
(A rendező ország sportolói eltérő háttérszínnel, az egyes számoszlopok legmagasabb értéke vagy értékei vastagítással kiemelve.)
| Az 1992. évi nyári olimpiai játékok éremtáblázata teniszben | Az 1992. évi nyári olimpiai játékok éremtáblázata teniszben | Az 1992. évi nyári olimpiai játékok éremtáblázata teniszben | Az 1992. évi nyári olimpiai játékok éremtáblázata teniszben | Az 1992. évi nyári olimpiai játékok éremtáblázata teniszben | Olimpia  |
| ----------------------------------------------------------- | ----------------------------------------------------------- | ----------------------------------------------------------- | ----------------------------------------------------------- | ----------------------------------------------------------- | -------- |
|                                                             | Ország                                                      | Arany                                                       | Ezüst                                                       | Bronz                                                       | Összesen |
| 1.                                                          | Egyesült Államok (USA)                                      | 2                                                           | 0                                                           | 1                                                           | 3        |
| 2.                                                          | Németország (GER)                                           | 1                                                           | 1                                                           | 0                                                           | 2        |
| 3.                                                          | Svájc (SUI)                                                 | 1                                                           | 0                                                           | 0                                                           | 1        |
|                                                             |                                                             |                                                             |                                                             |                                                             |          |
| 4.                                                          | Spanyolország (ESP)                                         | 0                                                           | 2                                                           | 1                                                           | 3        |
| 5.                                                          | Dél-afrikai Köztársaság (RSA)                               | 0                                                           | 1                                                           | 0                                                           | 1        |
|                                                             |                                                             |                                                             |                                                             |                                                             |          |
| 6.                                                          | Horvátország (CRO)                                          | 0                                                           | 0                                                           | 2                                                           | 2        |
| 6.                                                          | Egyesített Csapat (EUN)                                     | 0                                                           | 0                                                           | 2                                                           | 2        |
| 8.                                                          | Argentína (ARG)                                             | 0                                                           | 0                                                           | 1                                                           | 1        |
| 8.                                                          | Ausztrália (AUS)                                            | 0                                                           | 0                                                           | 1                                                           | 1        |
|                                                             |                                                             |                                                             |                                                             |                                                             |          |
| Összesen                                                    | Összesen                                                    | 4                                                           | 4                                                           | 8                                                           | 16       |

## Érmesek
| Az 1992. évi nyári olimpiai játékok érmesei teniszben |                                                              |                                                                   |                                                           |
| Versenyszám                                           | Arany                                                        | Ezüst                                                             | Bronz                                                     |
| Férfi egyes                                           | Marc Rosset · Svájc (SUI)                                    | Jordi Arrese · Spanyolország (ESP)                                | Goran Ivanišević · Horvátország (CRO)                     |
| Férfi egyes                                           | Marc Rosset · Svájc (SUI)                                    | Jordi Arrese · Spanyolország (ESP)                                | Andrej Cserkaszov · Egyesített Csapat (EUN)               |
| Férfi páros                                           | Németország (GER) · Boris Becker · Michael Stich             | Dél-afrikai Köztársaság (RSA) · Wayne Ferreira · Piet Norval      | Horvátország (CRO) · Goran Ivanišević · Goran Prpić       |
| Férfi páros                                           | Németország (GER) · Boris Becker · Michael Stich             | Dél-afrikai Köztársaság (RSA) · Wayne Ferreira · Piet Norval      | Argentína (ARG) · Javier Frana · Christian Miniussi       |
| Női egyes                                             | Jennifer Capriati · Egyesült Államok (USA)                   | Steffi Graf · Németország (GER)                                   | Mary Joe Fernández · Egyesült Államok (USA)               |
| Női egyes                                             | Jennifer Capriati · Egyesült Államok (USA)                   | Steffi Graf · Németország (GER)                                   | Arantxa Sánchez Vicario · Spanyolország (ESP)             |
| Női páros                                             | Egyesült Államok (USA) · Gigi Fernández · Mary Joe Fernández | Spanyolország (ESP) · Conchita Martínez · Arantxa Sánchez Vicario | Egyesített Csapat (EUN) · Leila Meszhi · Natallja Zverava |
| Női páros                                             | Egyesült Államok (USA) · Gigi Fernández · Mary Joe Fernández | Spanyolország (ESP) · Conchita Martínez · Arantxa Sánchez Vicario | Ausztrália (AUS) · Nicole Bradtke · Rachel McQuillan      |